# María Isidra de Guzmán y de la Cerda
María Isidra Quintina de Guzmán y de la Cerda (Madrid, 31 d'octubre de 1768—Còrdova, 3 de febrer de 1803) va ser una noble i catedràtica espanyola, coneguda amb el sobrenom de Doctora d'Alcalá, perquè va ser la primera dona que va rebre i ostentar el grau i títol de doctora a Espanya, a més de ser catedràtica a la mateixa universitat i acadèmica honorària de les Reial Acadèmies de la Llengua i de la Història.

## Biografia

### Orígens familiars
Nascuda en una important família noble, era filla de Diego Ventura de Guzmán y Fernández de Córdoba, marquès de Montealegre, i de María Isidra de la Cerda y Guzmán, duquessa de Nájera, ambdós amb càrrecs palatins vinculats als reis.

### Estudis
Pel que sembla, des de la seva infància va demostrar sempre un talent privilegiat pels estudis. Durant la seva infància i joventut va rebre una educació molt notable, a més de poc comuna a l'època, de la mà d'Antonio Almarza, de qui va aprendre diverses llengües, belles arts i filosofia. El 1784 va ser nomenada acadèmica honorària, no de número, de la Reial Acadèmia Espanyola, i més endavant també de la Reial Acadèmia de la Història.

### Doctorat
Poc després, la monja i escriptora Luisa Manrique de Lara, parent de Guzmán, va sol·licitar al rei que pogués rebre un títol de la universitat, un fet que, segons Paloma Fernández, va ser possible a l'amistat dels pares de Guzmán amb Carles III, i també a una estratègia política il·lustrada del monarca encaminada a crear una bona imatge del rei. Davant de la ferma oposició del claustre universitari a les aspiracions de Guzmán, el rei Carles III va publicar el 20 d'abril de 1785 una Reial Ordre que manava la concessió dels graus de Filosofia i Lletres Humanes, prèvia aprovació dels exercicis de suficiència. Defensà la seva tesi davant del tribunal universitari el 5 de juny de 1785, que versava sobre un text d'Aristòtil; l'acte comptà amb un públic nombrós, incloent-hi els pares de Guzmán, ciutadans distingits d'Alcalá de Henares i nombrosos estudiants. Una vegada aprovada, es convertí en la primera dona en rebre el grau de doctora a Espanya, a més de ser nomenada mestra de la Facultat d'Arts i Lletres Humanes, i investida amb els títols de catedràtica de Filosofia Conciliadora i Examinadora. Els exàmens i la cerimònia d'investidura van assolir un caràcter d'efemèride nacional, la notícia va ser publicada a tots els diaris de l'època i s'encunyà una medalla commemorativa.
Després de Guzmán, van haver de passar gairebé 100 anys perquè una altra dona obtingués el grau de doctora, en aquest cas la catalana Martina Castells i Ballespí.

### Activitat social
Un mes després de la investidura va entrar a la Real Sociedad Vascongada de Amigos del País, i el 1786 va ingressar a la Sociedad Económica Matritense, malgrat les reticències dels seus membres. La seva entrada farà que es creï la Junta de Dames Nobles d'Honor i Mèrit.

### Vida personal
En l'àmbit personal, el 1789 es va casar amb Rafael Antonio de Sousa de Portugal, marquès de Guadalcázar, amb qui va tenir 4 fills, Rafael, Magdalena, Luisa Rafaela i Isidro.

## Homenatges
És especialment recordada a Alcalá de Henares, principalment en espais educatius: porten el seu nom un centre d'educació infantil i primària anomenat «Doctora de Alcalá», un institut de secundària, amb la forma «Isidra de Guzmán», i un aulari de la Universitat d'Alcalá. L'assistent virtual d'aquesta universitat –un bot conversacional– també s'anomena Isidra, en homenatge a Guzmán. També porta el seu nom un centre de salut de la mateixa localitat.
A Guadalcázar, localitat de la província de Còrdova de la qual n'era marquès l'espòs de Guzmán, un carrer i una escola d'adults porten el seu nom. Des de 2003 també hi ha una estàtua seva a la plaça d'Espanya.
Un carrer de Madrid porta el seu nom, en la forma «María de Guzmán».

### Premi de recerca María Isidra de Guzmán
Des de 1992, i de manera bianual, l'Ajuntament d'Alcalá de Henares atorga un premi a treballs de recerca relacionats amb els estudis sobre dones i les desigualtats per raons de sexe en diferents disciplines acadèmiques.